# Wilhelm Traube

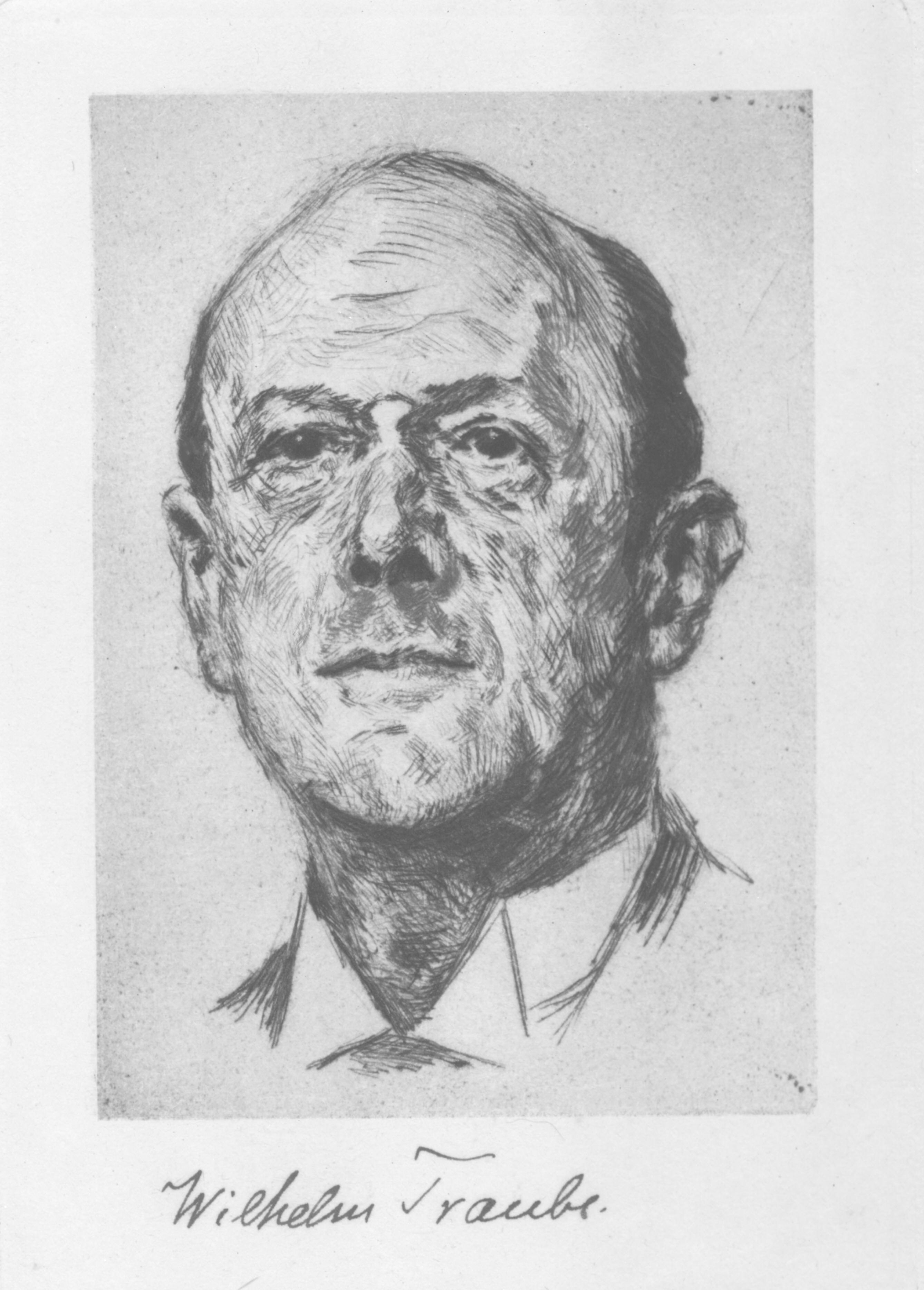
Wilhelm Traube

Wilhelm Traube (* 10. Januar 1866 in Ratibor, Oberschlesien; † 28. September 1942 in Berlin) war ein deutscher Chemiker.

## Leben
Der Sohn des schlesischen Privatgelehrten Moritz Traube absolvierte nach kurzzeitiger Beschäftigung mit den Rechtswissenschaften seine chemischen Studien in Heidelberg, Breslau, München und Berlin. Während seines Studiums wurde er 1884 Mitglied des Akademischen Naturwissenschaftlichen Vereins zu Breslau. Zu seinen Lehrern gehörten August Wilhelm von Hofmann, Adolf von Baeyer und Karl Friedrich Rammelsberg. 1888 wurde er mit einer Arbeit Über die Additionsprodukte der Cyansäure promoviert. Von 1897 an war Traube Assistent am Pharmakologischen Institut in Berlin, ab 1902 Oberassistent am Pharmazeutischen Institut und Titularprofessor.
1911 wurde er außerordentlicher und 1929 ordentlicher Professor. Auf Vorschlag von Emil Fischer wurde Traube als Abteilungsvorsteher am Chemischen Institut (Analytische Abteilung) der Universität in Berlin tätig. Sein Erfindungsreichtum kommt in vielen Patenten auf den Gebieten der Zellulosechemie und der Metallkomplexsalze zum Ausdruck. International bekannt wurde er durch ein Verfahren zur Coffeinsynthese. Die von ihm entwickelte und nach ihm benannte Traubesche Synthese von Purin aus Cyanessigsäureester und Harnstoff hat u. a. in der pharmazeutischen Industrie Bedeutung erlangt. Einem Ruf als Ordinarius an die Universität Kiel folgte er nicht.
Zur Identifizierung von Barium in Kernspaltprodukten verwendete Otto Hahn ein organisches Bariumsalz, das von Traube stammte.
Traube war Vorstandsmitglied der Deutschen Chemischen Gesellschaft und wurde 1926 Mitglied der Deutschen Akademie der Naturforscher Leopoldina.
Traube hatte eine Vorliebe für die Musik und spielte Klavier. Im Lebenslauf zur Promotion gibt Traube als Religion evangelisch an.
Wilhelm Traube war jüdischer Abstammung und wurde Opfer des nationalsozialistischen Rassenwahns. Ihm wurde 1935 im Rahmen des Gesetzes zur Wiederherstellung des Berufsbeamtentums die Lehrbefugnis an der Berliner Friedrich-Wilhelms-Universität entzogen. Zunächst erlitt er durch die NS-Machthaber Diskriminierungen und Restriktionen (z. B. Unterschrift: „Dr. Wilhelm Israel Traube, Kennkarte J Berlin A 370 523“); sein Vermögen wurde zugunsten des Reiches beschlagnahmt. Im September 1942 stand die Deportation Traubes unmittelbar bevor und er wollte sich in der Nacht zum 11. September mit Blausäure das Leben nehmen. Otto Hahn überredete ihn, das nicht zu tun und zu warten. Am 11. September morgens wurde Traube von der Gestapo nach Aufbrechen der Tür verhaftet und starb im Gefängnis an den Folgen von Misshandlungen und Schlägen, die er wegen Widerstands bei der Verhaftung erleiden musste. Otto Hahn und Walter Julius Viktor Schoeller hatten noch am gleichen Tag versucht, den befreundeten Traube zu retten, formal zwar mit Erfolg, sie kamen aber um wenige Stunden zu spät.
Wilhelm Traube wurde auf dem Jüdischen Friedhof in Berlin-Weißensee beigesetzt, die Grabstätte ohne Gedenkstein ist erhalten.
Sein Bruder war der Mineraloge Hermann Traube (1860–1913).

## Gedenken

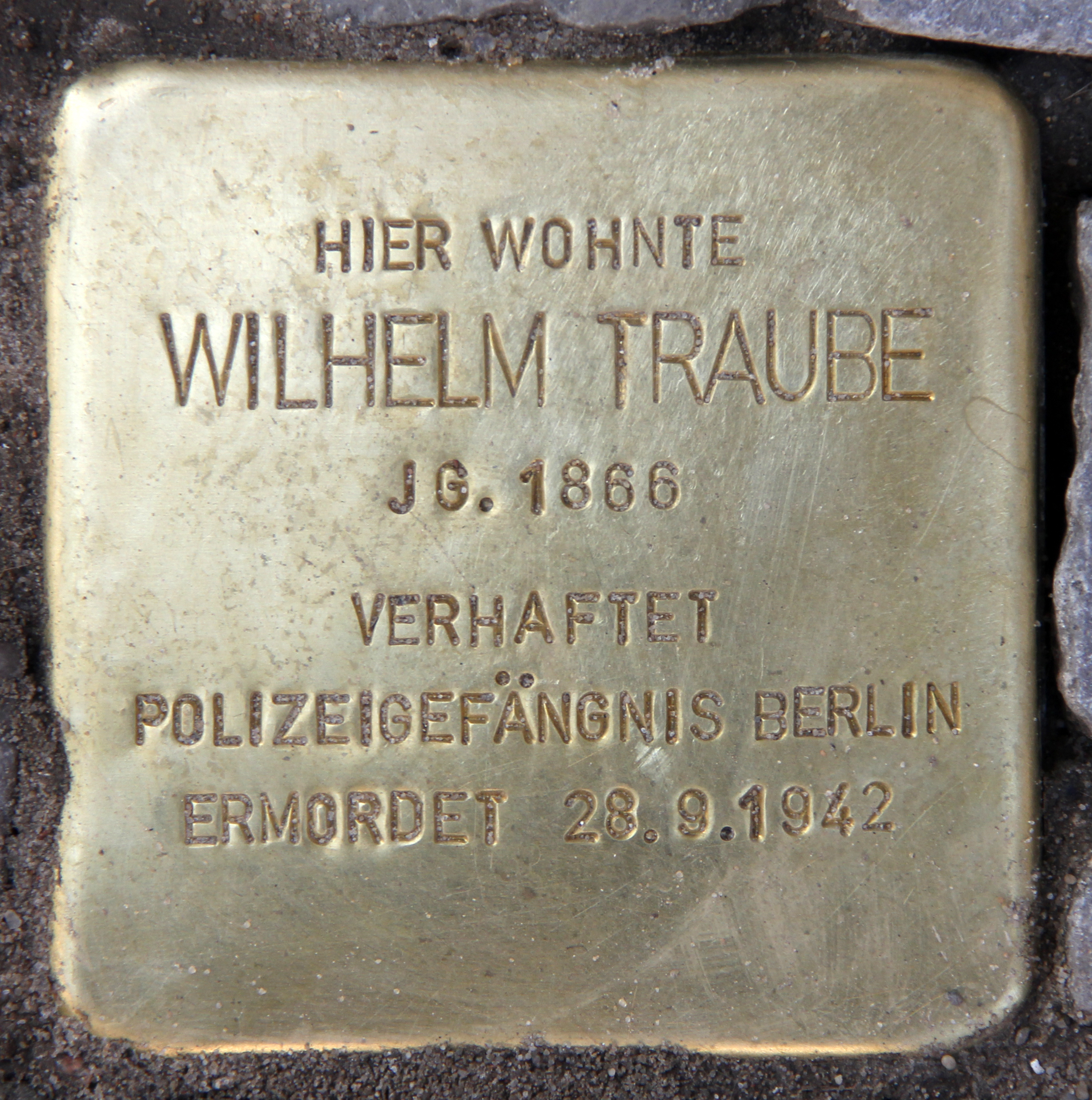
Stolperstein, Sybelstraße 61, in Berlin-Charlottenburg

Am 1. April 2014 wurde vor seinem ehemaligen Wohnort, Berlin-Charlottenburg, Sybelstraße 61, ein Stolperstein verlegt.